# Båtnäbbar
Det finns flera obesläktade fågelarter som bär trivialnamnet båtnäbb, se Båtnäbb (olika betydelser)
Båtnäbbar (Machaerirhynchidae) är en liten familj av ordningen tättingar. Familjen består endast av två arter i släktet Machaerirhynchus med utbredning på Nya Guinea och nordöstra Australien.

## Kännetecken
Fåglarna i familjen är små, flugsnapparliknande med rätt långa och framför allt tillplattade näbbar. Fjäderdräkten är färgglad och brokig i svart och gult. De förekommer båda i tropiska skogar.

## Släktskap
Arterna i familjen placerades länge i familjen monarker (Monarchidae), men DNA-studier har visat att de utgör en egen utvecklingslinje och behandlas därför numera som en egen familj. Exakt vilka fåglar som är dess närmaste släktingar är inte klarlagt, men den tillhör en grupp övervägande afrikanska tättingar i familjerna busktörnskator, flikögon och vangor, men även de asiatiska och australiska familjerna svalstarar och ioror samt de udda arterna borstskrika och bärätare.

## Arter i familjen
- Svartbröstad båtnäbb (M. nigripectus)
- Gulbröstad båtnäbb (M. flaviventer)